# Удомљански рејон
Удомљански рејон (рус. Удомельский район) административно-територијална је јединица другог нивоа и општински рејон на северу Тверске области, у европском делу Руске Федерације.
Административни центар рејона је град Удомља. Према проценама националне статистичке службе Русије за 2014. на територији рејона је живело 39.112 становника или у просеку око 15,79 ст/км².

## Географија
Удомљански рејон обухвата територију површине 2.476,2 км² и међу рејонима је средње величине у Тверској области. Граничи се са 4 рејона Тверске и једним рејоном Новгородске области (на северу). На западу је административна граница са Бологовским рејоном, на југу је Вишњеволочки, а на истоку Максатишки рејон, док је на североистоку територија Лесновског рејона.
Удомљански рејон смештен је у северном делу Тверске области, односно на североисточним обронцима Валдајског побрђа које представља развође између сливова Балтичког мора (басен језера Иљмењ) и Каспијског језера (басен реке Волге). Тај део Валдајског побрђа познат је и као Лесновско-Удомељска греда.
Западни део рејона део је сливног подручја реке Мсте, која је, преко језера Иљмењ повезана са сливом реке Неве. Река Мста пресеца југозападни део рејона и делимично представља административну границу према Бологовском рејону. Друга по значају река рејона је Сјежа, притока Мсте. Централни и источни делови рејона се преко реке Мологе одводњавају ка Волги.
Уз реку Мсту налазе се бројне мање ујезерене површине. Знатан део површина рејона је под шумама.

## Историја
Удомљански рејон успостављен је 12. јула 1929. године као административна јединица тадашњег Тверског округа Московске области. У границама Калињинске, односно данашње Тверске области је од њеног оснивања 29. јануара 1935. године.

## Демографија и административна подела
Према подацима пописа становништва из 2010. на територији рејона су живела укупно 40.292 становника, док је према процени из 2014. ту живело 39.112 становника, или у просеку 15,79 ст/км². Од тог броја готово 80% популације живи у административном центру рејона и једином градском насељу Удомљи.
| 1959. | 1970. | 1979. | 1989.   | 2002.   | 2010.  | 2014.    |
| ----- | ----- | ----- | ------- | ------- | ------ | -------- |
| ---   | ---   | ---   | 12.426* | 10.401* | 42.292 | 39.112** |

Напомена: * не рачунајући градско становништво Удомље ** према процени националне статистичке службе.
На подручју рејона постоји укупно 258 насељених места. Рејон је административно подељен на 11 сеоских и једну градску општину.

## Привреда
Најважнији привредни објекат на подручју рејона је Калињинска нуклеарна електрана смештена на обалама језера Удомља и недалеко од истоименог рејонског центра. Њена 4 реактора тренутно производе око 4.000  електричне енергије.
Постоје и погони дрвне и прехрамбене индустрије.